# Karolina Blixt
Karolina Blixt, född 1975 i Sankt Matteus församling i Stockholm, är en svensk operasångare (mezzosopran).
Karolina Blixt är utbildad vid Vadstena folkhögskola samt Operahögskolan i Stockholm med examensår 2007. Som genombrottsroll räknas titelrollen Xerxes i Händels opera på Drottningholmsteatern samma år. Sedan dess har hon framträtt på operascener och konserthus i Sverige och utomlands, bland annat Brooklyn Academy of Music, operafestivalen d'Aix-en-Provence, National Opera House i Wexford, Irland, Athens operafestival, Kungliga Operan i Stockholm, Folkoperan i Stockholm, Göteborgsoperan samt Malmö Opera.

## Roller i urval
- 2023 & 2025 Mrs. Lovett i Sweeney Todd av Stephen Sondheim
- 2022 - Andra Damen i Trollflöjten av Mozart
- 2022 - La Ciesca i Gianni Schicchi av Puccini
- 2021 - Paquette i Candide av Leonard Bernstein
- 2021 - Ringmasters wife i Circus Days and Nights av Philipe Glass med Cirkus Cirkör
- 2019 - Mrs Peachum i Tolvskillingsoperan av Bertolt Brecht och Kurt Weill
- 2019 - Carmen i Carmen av Georges Bizet
- 2018 - Kasturbai/Mrs Alexander i Satyagraha av Philippe Glass med Cirkus Cirkör
- 2018 - Fricka i Valkyrian av Richard Wagner (konsertant)
- 2015 - Maddalena i Rigoletto av Verdi
- 2012 - Cornelia i Julius Caesar av Händel
- 2011 - Xerxes i Xerxes av Händel
- 2010 - Orfeo i Orfeus och Eurydike av Gluck
- 2010 - Pauline i Spader dam av Tjajkovskij
- 2009 - Prins Orlofsky i Läderlappen av Johann Strauss den yngre
- 2008 - Fenena i Nabucco av Verdi